# Юго-Западный дивизион (НБА)
Юго-Западный дивизион (англ. Southwest Division) — один из трёх дивизионов Западной конференции Национальной баскетбольной ассоциации. Дивизион был образован после упразднения Среднезападного дивизиона из которого перешли команды «Маверикс», «Рокетс», «Гриззлис» и «Спёрс». А из Центрального дивизиона перешла команду «Нью-Орлеан Хорнетс». Текущий состав этого дивизиона сформировался перед началом сезона 2004/05.

## Состав дивизиона

### 2004—2005
- Даллас Маверикс
- Хьюстон Рокетс
- Мемфис Гриззлис
- Нью-Орлеан Хорнетс
- Сан-Антонио Спёрс

Среднезападный дивизион был разделён на два дивизиона — Северо-Западный и Юго-Западный. Нью-Орлеан перешёл из Центрального дивизиона, а остальные четыре команды из Среднезападного.

### 2005—2007
- Даллас Маверикс
- Хьюстон Рокетс
- Мемфис Гриззлис
- Нью-Орлеан/Оклахома-Сити Хорнетс
- Сан-Антонио Спёрс

Из-за урагана Катрина, клуб Нью-Орлеан временно переехал в Оклахома-Сити.

### 2007—2013
- Даллас Маверикс
- Хьюстон Рокетс
- Мемфис Гриззлис
- Нью-Орлеан Хорнетс
- Сан-Антонио Спёрс

Клуб Нью-Орлеан вернулся в Новый Орлеан.

### 2013—н.в.
- Даллас Маверикс
- Хьюстон Рокетс
- Мемфис Гриззлис
- Нью-Орлеан Пеликанс
- Сан-Антонио Спёрс

Клуб Нью-Орлеан поменял название на «Пеликанс».

## Кубок Уиллиса Рида
Начиная с сезона 2021/2022, чемпион Юго-Западного дивизиона получает Кубок Уиллиса Рида. Как и другие чемпионские трофеи дивизиона, он назван в честь одного из афроамериканских первопроходцев в истории НБА. За свою игровую карьеру с 1964 по 1974 год Уиллис Рид стал первым выпускником исторически чёрного высшего учебного заведения, получившим одновременно награду MVP НБА и награду MVP финала. Кубок Уиллиса Рида представляет собой хрустальный шар диаметром 200 миллиметров (7,9 дюйма).

## Победители дивизиона
| ^ | Показали лучший результат в регулярном чемпионате |

| Сезон   | Клуб               | Победы/поражения | Результат в плей-офф               |
| ------- | ------------------ | ---------------- | ---------------------------------- |
| 2004/05 | Сан-Антонио Спёрс  | 59-23 (72,0%)    | Выиграли чемпионат НБА             |
| 2005/06 | Сан-Антонио Спёрс  | 63-19 (76,8%)    | Проиграли в полуфинале конференции |
| 2006/07 | Даллас Маверикс^   | 67-15 (81,7%)    | Проиграли в первом раунде          |
| 2007/08 | Нью-Орлеан Хорнетс | 56-26 (68,3%)    | Проиграли в полуфинале конференции |
| 2008/09 | Сан-Антонио Спёрс  | 54-28 (65,9%)    | Проиграли в первом раунде          |
| 2009/10 | Даллас Маверикс    | 55-27 (67,1%)    | Проиграли в первом раунде          |
| 2010/11 | Сан-Антонио Спёрс  | 61-21 (74,4%)    | Проиграли в первом раунде          |
| 2011/12 | Сан-Антонио Спёрс^ | 50-16 (75,8%)    | Проиграли в финале конференции     |
| 2012/13 | Сан-Антонио Спёрс  | 58-24 (70,7%)    | Проиграли в финале НБА             |
| 2013/14 | Сан-Антонио Спёрс^ | 62-20 (75,6%)    | Выиграли чемпионат НБА             |
| 2014/15 | Хьюстон Рокетс     | 56-26 (68,3%)    | Проиграли в финале конференции     |
| 2015/16 | Сан-Антонио Спёрс  | 67-15 (81,7%)    | Проиграли в полуфинале конференции |
| 2016/17 | Сан-Антонио Спёрс  | 61-21 (74,4%)    | Проиграли в финале конференции     |
| 2017/18 | Хьюстон Рокетс^    | 65-17 (79,3%)    | Проиграли в финале конференции     |
| 2018/19 | Хьюстон Рокетс     | 53-29 (64,6%)    | Проиграли в полуфинале конференции |
| 2019/20 | Хьюстон Рокетс     | 44–28 (61,1%)    | Проиграли в полуфинале конференции |
| 2020/21 | Даллас Маверикс    | 42–30 (58,3%)    | Проиграли в первом раунде          |
| 2021/22 | Мемфис Гриззлис    | 56–26 (68,3%)    | Проиграли в полуфинале конференции |
| 2022/23 | Мемфис Гриззлис    | 51–31 (62,2%)    | Проиграли в первом раунде          |
| 2023/24 | Даллас Маверикс    | 50–32 (61,0%)    | Проиграли в финале НБА             |

## Лидеры по количеству побед в дивизионе
| Клуб                        | Титулов | Сезон(ы), в которых завоёвывался титул                                          |
| --------------------------- | ------- | ------------------------------------------------------------------------------- |
| Сан-Антонио Спёрс           | 9       | 2004/05, 2005/06, 2008/09, 2010/11, 2011/12, 2012/13, 2013/14, 2015/16, 2016/17 |
| Хьюстон Рокетс              | 4       | 2014/15, 2017/18, 2018/19, 2019/20                                              |
| Даллас Маверикс             | 4       | 2006/07, 2009/10, 2020/21, 2023/24                                              |
| Мемфис Гриззлис             | 2       | 2021/22, 2022/23                                                                |
| Нью-Орлеан Хорнетс/Пеликанс | 1       | 2007/08                                                                         |